# Théorème de Kurosh sur les sous-groupes
En mathématiques et plus particulièrement en théorie des groupes, le théorème de Kurosh sur les sous-groupes d'un produit libre décrit la structure algébrique des sous-groupes d'un produit libre de groupes. Le théorème est dû au mathématicien soviétique Aleksandr Kurosh qui l'a publié en 1934. De manière informelle, le théorème dit que tout sous-groupe d'un produit libre de groupes est lui-même le produit libre d'un groupe libre et de ses intersections avec les conjugués des facteurs du produit libre de départ.

## Historique et généralisations
Après la preuve originale de Kurosh de 1934, de nombreuses autres démonstrations ont été données, notamment celles de Harold W. Kuhn en 1952, de  Saunders Mac Lane en 1958 et d'autres encore. Le théorème a également été généralisé pour décrire les sous-groupes de produits amalgamés libres et d''extensions HNN,. D'autres généralisations incluent le cas de sous-groupes de produits profinis libres et une version du théorème de Kurosh pour les groupes topologiques.
Dans un cadre contemporain, le théorème de Kurosh est un corollaire immédiat des résultats structurels de base de la  théorie de Bass-Serre (en) sur les actions de groupes sur les arbres.

## Énoncé
Soit {\displaystyle G={\underset {i\in I}{*}}G_{i}} le produit libre de groupes {\displaystyle G_{i}} pour {\displaystyle i\in I} et soit {\displaystyle H\leq G} un sous-groupe de  {\displaystyle G}. Alors 
{\displaystyle H=H_{0}\,*(\,{\underset {j\in J}{*}}g_{j}H_{j}g_{j}^{-1})},
où {\displaystyle H_{0}}est un sous-groupe libre de {\displaystyle G}, {\displaystyle J} est un ensemble d'indices, et pour chaque {\displaystyle j\in J} ,  {\displaystyle g_{j}\in G} et {\displaystyle H_{j}}est  un sous-groupe d'un {\displaystyle G_{j}}.  
Si de plus l'indice {\displaystyle [G:H]} est fini et égal à {\displaystyle m} alors le groupe libre {\displaystyle H_{0}} est de rang
{\displaystyle \mathrm {rg} (H_{0})=\sum _{\alpha \in A}(m-|R_{\alpha }|)+1-m},,.